# Peter Kesting
Peter Kesting (nascido em 7 de junho de 1955) é um ex-ciclista australiano que competiu nos Jogos Olímpicos de Verão de 1976, representando a Austrália.